# 牛奥博俊
牛奥 博俊（うしおく ひろとし、1963年 - ）は、日本の実業家、株式会社商船三井さんふらわあ代表取締役社長、商船三井グループ執行役員、商船三井専務執行役員。

## 人物・経歴
山梨県甲府市出身。山梨県立甲府西高等学校卒業。1986年3月、立教大学卒業。同年4月、大阪商船三井船舶（現・商船三井）に入社。
2021年4月、同社常務執行役員、兼製品輸送営業本部長、2022年4月、専務執行役員。
2023年10月、株式会社商船三井さんふらわあ代表取締役社長に就任。商船三井グループ執行役員も務める。